# Barbotina cerâmica
Na indústria de cerâmica de revestimentos (porcelanatos, grês e monoporosas [azulejos]), Barbotina designa a argila e outras matérias-primas misturadas com água - suspensões de sólidos
em água. Tem consistência cremosa, resultando numa pasta cerâmica fluida. É produzida a partir de uma mistura de argilas, caulim, filitos, feldspato e quartzo; através do processo de moagem via úmida em moinho de bolas.
Normalmente é desejável que a barbotina tenha o maior teor de sólidos possível dispersos no mínimo de água.
Quanto menor o volume de água no processo, maior a economia e rendimento para moagem, atomização, bombeamento ou colagem. As características da composição, como o teor ou propriedades inerentes as argilas, são alguns dos principais fatores determinantes do máximo teor de sólidos possível que se pode alcançar. Em síntese procura-se chegar a uma barbotina com boa viscosidade de trabalho, alto teor de sólidos e boa estabilidade do produto defloculado.
Durante o processo industrial ou em laboratórios de pesquisa e desenvolvimento, são realizados os seguintes ensaios controles em barbotinas cerâmicas: densidade, conteúdo de sólidos, viscosidade e tixotropia.
A tixotropia de uma barbotina se determina como a diferença de viscosidade existente entre duas medidas consecutivas separadas por um espaço de tempo determinado e sempre constante. Quanto maior a diferença entre as viscosidades, maior será a tixotropia da suspensão. Maior será também a retração de secagem do material.